# Gat

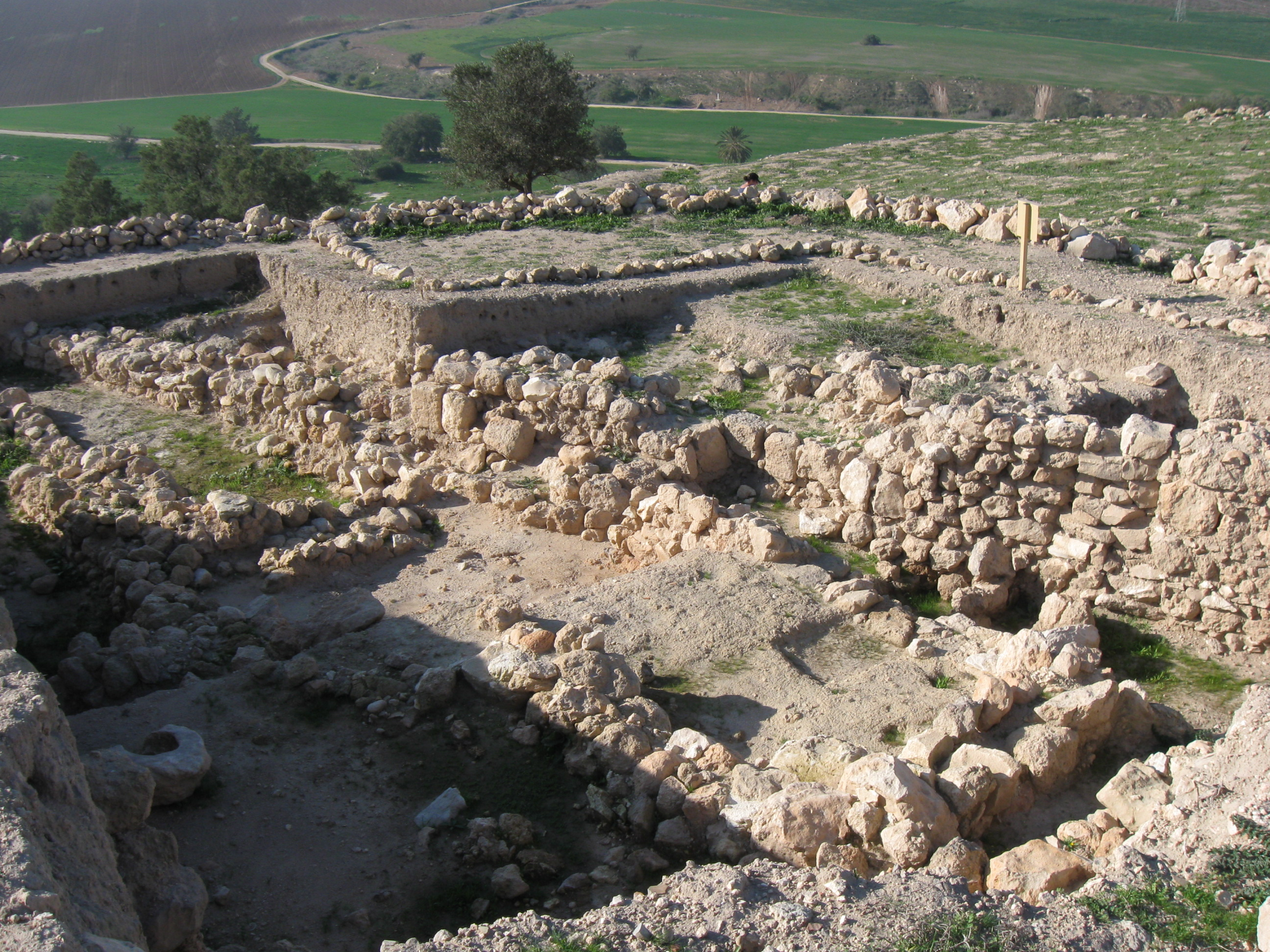
Stanowisko archeologiczne Tall as-Safi

Gat (hebr. גַּת) – jedno z pięciu starożytnych filistyńskich miast-państw, mieszczące się w północno-wschodniej części Filistei. Miasto jest często wymieniane w Biblii, ponadto jego istnienie potwierdzają również źródła egipskie.

## Lokalizacja
Zdaniem większości archeologów starożytne miasto znajdowało się najprawdopodobniej na terenie Tall as-Safi.

## Gat w Biblii
Stary Testament wymienia je kilkakrotnie: w Księdze Jozuego (Joz 13,3), w opisie o dojściu do władzy króla Dawida (por. 1 Sm 27,2; 1 Krn 18,1; 2 Sm 15,18) oraz w jednym z proroctw Amosa (por. Am 6,2). 
Według Biblii Gat było siedzibą olbrzymów: Anakitów i Refaitów. Z Gat pochodzili bracia Goliat i Lachmi.